# Équipe de Serbie des moins de 19 ans de football
Maillots
L'équipe de Serbie de football des moins de 19 ans est constituée par une sélection des meilleurs joueurs serbes de moins de 19 ans sous l'égide de la Fédération de Serbie de football. 
L'équipe a remporté 3 fois le championnat d'Europe des moins de 19 ans. Une fois en 2013 sous son nom actuel de fédération de Serbie, mais également deux fois sous le nom de Fédération de Yougoslavie en 1951 et 1979. La Serbie étant l’héritière statistique de la Yougoslavie, les statistiques yougoslaves lui sont en effet attribuées,.

## Parcours
| Srb   | 2006  | Non qualifiée | Non qualifiée | Non qualifiée | Non qualifiée | Non qualifiée | Non qualifiée | Non qualifiée | Non qualifiée | Non qualifiée |
| Srb   | 2007  | Premier tour  | 3             | 1             | 0             | 2             | 10            | 10            |               |               |
| Srb   | 2008  | Non qualifiée | Non qualifiée | Non qualifiée | Non qualifiée | Non qualifiée | Non qualifiée | Non qualifiée | Non qualifiée | Non qualifiée |
| Srb   | 2009  | Demi-finales  | 4             | 2             | 1             | 1             | 5             | 5             |               |               |
| Srb   | 2010  | Non qualifiée | Non qualifiée | Non qualifiée | Non qualifiée | Non qualifiée | Non qualifiée | Non qualifiée | Non qualifiée | Non qualifiée |
| Srb   | 2011  | Demi-finales  | 4             | 1             | 1             | 2             | 5             | 9             |               |               |
| Srb   | 2012  | Premier tour  | 3             | 0             | 0             | 3             | 1             | 8             |               |               |
| Srb   | 2013  | Vainqueur     | 5             | 3             | 2             | 0             | 7             | 4             |               |               |
| Srb   | 2014  | Demi-finales  | 4             | 1             | 3             | 0             | 4             | 3             |               |               |
| Srb   | 2015  | Non qualifiée | Non qualifiée | Non qualifiée | Non qualifiée | Non qualifiée | Non qualifiée | Non qualifiée | Non qualifiée | Non qualifiée |
| Srb   | 2016  | Non qualifiée | Non qualifiée | Non qualifiée | Non qualifiée | Non qualifiée | Non qualifiée | Non qualifiée | Non qualifiée | Non qualifiée |
| Srb   | 2017  | Non qualifiée | Non qualifiée | Non qualifiée | Non qualifiée | Non qualifiée | Non qualifiée | Non qualifiée | Non qualifiée | Non qualifiée |
| Srb   | 2018  | Non qualifiée | Non qualifiée | Non qualifiée | Non qualifiée | Non qualifiée | Non qualifiée | Non qualifiée | Non qualifiée | Non qualifiée |
| Srb   | 2019  | Non qualifiée | Non qualifiée | Non qualifiée | Non qualifiée | Non qualifiée | Non qualifiée | Non qualifiée | Non qualifiée | Non qualifiée |
| Srb   | 2022  | Premier tour  | 3             | 0             | 1             | 2             | 4             | 9             |               |               |
| Srb   | 2023  | Non qualifiée | Non qualifiée | Non qualifiée | Non qualifiée | Non qualifiée | Non qualifiée | Non qualifiée | Non qualifiée | Non qualifiée |
| Total | Total | 1 titre       | 26            | 8             | 8             | 10            | 36            | 48            |               |               |

## Effectif vainqueur de l'Euro en 2013
- 1 Predrag Rajković (Gardien de but)
- 2 Petar Golubović
- 3 Sergej Milinković-Savić
- 4 Nikola Antić
- 5 Aleksandar Filipović
- 6 Uroš Djurdjević
- 7 Marko Pavlovski (Capitaine)
- 8 Andrija Luković
- 9 Aleksandar Mitrović
- 10 Miloš Veljković
- 11 Nemanja Maksimović